# 沈鎧
沈鎧（1438年—？），字仲威，直隸蘇州府長洲縣人，應天府上元縣官籍。明朝政治人物。進士出身。

## 生平
成化四年（1468年）戊子科應天府鄉試第二十四名舉人。成化八年（1472年）壬辰科會試第一百十九名，殿試登進士第二甲第六十三名。

## 家族
曾祖父沈以誠。祖父沈孟新。父亲沈原本，贈禮部主事。